# Lista de filmes Max Originals
HBO Max é um provedor global de mídia de streaming via internet sob demanda de propriedade e operado pela Warner Bros. Discovery que distribui vários programas originais que incluem séries originais, especiais, minisséries, documentários e filmes.

## Filmes originais

### Filmes
| Título original              | Título no Brasil               | Título em Portugal | Gênero                    | Data de Lançamento     | Duração         | Idioma                    |
| ---------------------------- | ------------------------------ | ------------------ | ------------------------- | ---------------------- | --------------- | ------------------------- |
| An American Pickle           | Um Pepino Americano            |                    | Comédia                   | 6 de agosto de 2020    | 1 hour, 29 min. | Inglês                    |
| Unpregnant                   | Unpregnant                     |                    | Drama                     | 10 de setembro de 2020 | 1 hour, 44 min. | Inglês                    |
| Charm City Kings             | Charm City Kings               |                    | Drama                     | 8 de outubro de 2020   | 2 hours, 4 min. | Inglês                    |
| The Witches                  | Convenção das Bruxas           |                    | Comédia Fantasia          | 22 de outubro de 2020  | 1 hour, 45 min. | Inglês                    |
| Superintelligence            | Superintelligence              |                    | comédia de ação           | 26 de novembro de 2020 | 1 hour, 46 min. | Inglês                    |
| Let Them All Talk            | Let Them All Talk              |                    | Comédia dramática         | 10 de dezembro de 2020 | 1 hour, 53 min. | Inglês                    |
| Locked Down                  | Locked Down                    |                    | assalto comédia romântica | 14 de janeiro de 2021  | 1 hour, 58 min. | Inglês                    |
| Zack Snyder's Justice League | Liga de Justiça de Zack Snyder |                    | Super heroi               | 18 de março de 2021    | 4 hours, 2 min. | Inglês                    |
| Aguardando lançamento        |                                |                    |                           |                        |                 |                           |
| Land of Gold                 |                                |                    | Drama                     | 15 de maio de 2023     | 1 hour, 50 min. | Inglês, espanhol, punjabi |

### Documentários
| Título original                                  | Título no Brasil | Título em Portugal | Gênero                                                  | Data de lançamento      | Duração         | Idioma          |
| ------------------------------------------------ | ---------------- | ------------------ | ------------------------------------------------------- | ----------------------- | --------------- | --------------- |
| On the Record                                    |                  |                    | Abuso sexual                                            | 27 de maio de 2020      | 1 hour, 38 min. | Inglês          |
| On the Trail: Inside the 2020 Primaries          |                  |                    | Política                                                | 6 de agosto de 2020     | 1 hour, 34 min. | Inglês          |
| Class Action Park                                |                  |                    | Acidentes em parque de diversões                        | 27 de agosto de 2020    | 1 hour, 30 min. | Inglês          |
| There Is No "I" in Threesome                     |                  |                    | Intimidade                                              | 11 de fevereiro de 2021 | 1 hour, 27 min. | Inglês          |
| Persona: The Dark Truth Behind Personality Tests |                  |                    | testes de personalidade                                 | 4 de março de 2021      | 1 hour, 25 min. | Inglês          |
| LFG                                              |                  |                    | Disparidade salarial entre homens e mulheres no futebol | 24 de junho de 2021     | 1 hour, 45 min. | Inglês          |
| Eyes on the Prize: Hallowed Ground               |                  |                    | Movimento dos direitos civis                            | 19 de agosto de 2021    | 60 min.         | Inglês          |
| 15 Minutes of Shame                              |                  |                    | Sociedade                                               | 7 de outubro de 2021    | 1 hour, 26 min. | Inglês          |
| Reign of the Superwomen                          |                  |                    | Super heroi                                             | 18 de novembro de 2021  | 1 hour, 21 min. | Inglês          |
| Diego, The Last Goodbye                          |                  |                    | Futebol                                                 | 25 de novembro de 2021  | 1 hour, 29 min. | Espanhol        |
| Beanie Mania                                     |                  |                    | Negócios                                                | 23 de dezembro de 2021  | 1 hour, 20 min. | Inglês          |
| The Balcony Movie                                |                  |                    | Filosofia de vida                                       | 17 de abril de 2022     | 1 hour, 40 min. | polonês         |
| Navalny                                          |                  |                    | Crime Verdadeiro                                        | 26 de maio de 2022      | 1 hour, 38 min. | russo, inglês   |
| The Herd                                         |                  |                    | salto equestre                                          | 7 de julho de 2022      | 1 hour, 19 min. | polonês         |
| Citizen Ashe                                     |                  |                    | Esportes                                                | 28 de julho de 2022     | 1 hour, 35 min. | Inglês          |
| Primera                                          |                  |                    | Movimento dos direitos civis                            | 4 de setembro de 2022   | 1 hour, 36 min. | Espanhol inglês |
| Angels of Sinjar                                 |                  |                    | Biografia                                               | 30 de setembro de 2022  | 1 hour, 53 min. | inglês, curdo   |
| The Fastest Woman on Earth                       |                  |                    | Biografia                                               | 20 de outubro de 2022   | 1 hour, 44 min. | Inglês          |
| Santa Camp                                       |                  |                    | Papai Noel                                              | 17 de novembro de 2022  | 1 hour, 32 min. | Inglês          |
| Love, Lizzo                                      |                  |                    | Música                                                  | 24 de novembro de 2022  | 1 hour, 32 min. | Inglês          |
| Call me Miss Cleo                                |                  |                    | Biografia                                               | 15 de dezembro de 2022  | 1 hour, 30 min. | Inglês          |
| Glitch: The Rise & Fall of HQ Trivia             |                  |                    | Negócios                                                | 6 de abril de 2023      | 1 hour, 30 min. | Inglês          |

### Especiais
| Título original                                              | Gênero                   | Data de lançamento  | Duração         | Idioma          |
| ------------------------------------------------------------ | ------------------------ | ------------------- | --------------- | --------------- |
| My Gift: A Christmas Special from Carrie Underwood           | Música                   |                     | 54 min.         | Inglês          |
| Homeschool Musical: Class of 2020                            | Musical                  |                     | 52 min.         | Inglês          |
| The Runaway Bunny                                            | Animação                 |                     | 27 min.         | Inglês          |
| Friends: The Reunion                                         | Reunião improvisada      |                     | 1 hour, 44 min. | Inglês          |
| Romeo Santos: Utopia Live from MetLife Stadium               | filme concerto           |                     | 1 hour, 44 min. | Espanhol        |
| Romeo Santos: The King of Bachata                            | filme concerto           | 30 de julho de 2021 | 1 hour, 32 min. | Inglês espanhol |
| Halsey: If I Can't Have Love, I Want Power                   | Álbum de conceito visual |                     | 50 min.         | Inglês          |
| Harry Potter 20th Anniversary: Return to Hogwarts            | Reunião improvisada      |                     | 1 hour, 42 min. | Inglês          |
| Naked Mole Rat Gets Dressed: The Underground Rock Experience | comédia musical animada  | 30 de junho de 2022 | 55 min.         | Inglês          |
| Lizzo: Live in Concert                                       | filme concerto           |                     | 1 hour, 31 min. | Inglês          |
|                                                              |                          |                     |                 |                 |

### Stand-Up Comedy
| Título original                                                   | Título no Brasil | Título em Portugal | Data de lançamento | Duração        |
| ----------------------------------------------------------------- | ---------------- | ------------------ | ------------------ | -------------- |
| Beth Stelling: Girl Daddy                                         |                  |                    |                    | 58 min.        |
| Conan O'Brien's Team Coco Presents: James Veitch: Straight to VHS |                  |                    |                    | 57 min.        |
| HA Comedy Festival: The Art of Comedy                             |                  |                    |                    | 1 hour, 1 min. |
| Rose Matafeo: Horndog                                             |                  |                    |                    | 58 min.        |
| Chelsea Handler: Evolution                                        |                  |                    |                    | 1 hour, 8 min. |
| Colin Quinn & Friends: A Parking Lot Comedy Show                  |                  |                    |                    | 49 min.        |
| Marlon Wayans: You Know What It Is                                |                  |                    |                    | 58 min.        |
| Ahir Shah: Dots                                                   |                  |                    |                    | 1 hour         |
| Comedy Chingonas                                                  |                  |                    |                    | 58 min.        |
| Phoebe Robinson: Sorry, Harriet Tubman                            |                  |                    |                    | 55 min.        |
| Aida Rodriguez: Fighting Words                                    |                  |                    |                    | 1 hour, 3 min. |
| 2nd Annual HA Festival: The Art of Comedy                         |                  |                    |                    | 54 min.        |
| Moses Storm: White Trash                                          |                  |                    |                    | 1 hour         |
| Chris Redd: Why Am I Like This?                                   |                  |                    |                    | 59 min.        |

## Filmes exclusivos
Os seguintes filmes estrearam no serviço sem serem rotulados como Max Originals
| Título original             | Título no Brasil          | Título em Portugal | Gênero                                 | Data de lançamento | Duração         | Idioma |
| --------------------------- | ------------------------- | ------------------ | -------------------------------------- | ------------------ | --------------- | ------ |
| No Sudden Move              | Nem um Passo em Falso     |                    | Suspense policial                      |                    | 1 hour, 55 min. | Inglês |
| 8-Bit Christmas             | Natal em 8 Bits           |                    | Comédia                                |                    | 1 hour, 37 min. | Inglês |
| The Fallout                 | A Vida Depois             |                    | drama escolar                          |                    | 1 hour, 32 min. | Inglês |
| Kimi                        | Kimi: Alguém Está Ouvindo |                    | Suspense policial                      |                    | 1 hour, 29 min. | Inglês |
| Moonshot                    |                           |                    | Comédia romântica de ficção científica |                    | 1 hour, 44 min. | Inglês |
| Father of the Bride         |                           |                    | Comédia dramática                      |                    | 1 hour, 57 min. | Inglês |
| A Christmas Story Christmas |                           |                    | comédia familiar                       |                    | 1 hora, 38 min. | Inglês |
| Holiday Harmony             |                           |                    | comédia de natal                       |                    | 1 hora, 50 min. | Inglês |
| A Christmas Mystery         |                           |                    | comédia de natal                       |                    | 1 hora, 27 min. | Inglês |
| A Hollywood Christmas       |                           |                    | comédia de natal                       |                    | 1 hora, 31 min. | Inglês |

## Futuros Filmes

### Filmes
| Título original          | Gênero               | Data de lançamento | Duração         | Status       |
| ------------------------ | -------------------- | ------------------ | --------------- | ------------ |
| Am I OK?                 | Comédia dramática    | ASA                | 1 hour, 26 min. | Concluído    |
| 1000 Miles               | filme biográfico     | ASA                | ASA             | Pós-produção |
| Turtles All the Way Down | Drama romântico      | ASA                | ASA             | Pós-produção |
| Field Notes on Love      | Romance adulto jovem | ASA                | ASA             | Pós-produção |
| The Parenting            | comédia-terror       | ASA                | ASA             | Pós-produção |

### Documentários
| Título original                                   | Gênero     | Data de lançamento | Duração |
| ------------------------------------------------- | ---------- | ------------------ | ------- |
| Boylesque                                         | Biografia  | ASA                | ASA     |
| Carole King & James Taylor: Just Call Out My Name | Música     | ASA                | ASA     |
| Little Richard: I Am Everything                   | Música     | ASA                | ASA     |
| The Scoop                                         | Política   | ASA                | ASA     |
| Untitled Bama Rush Documentary                    | irmandades | ASA                | ASA     |

### Especiais
| Título original                    | Gênero               | Estreia | Duração | Status       |
| ---------------------------------- | -------------------- | ------- | ------- | ------------ |
| B-Loved Part One                   | Romance de fantasia  | 2023    | ASA     | Pós-produção |
| B-Loved Part Two                   | Romance de fantasia  | 2023    | ASA     | Pós-produção |
| Chelm: The Smartest Place on Earth | comédia animada      | ASA     | ASA     | Pré-produção |
| The Two Princes                    | Animação de fantasia | ASA     | ASA     | Pré-produção |

#### Stand-up comedy
| Título original                                 | Data de lançamento | Duração |
| ----------------------------------------------- | ------------------ | ------- |
| Untitled John Early special                     | ASA                | 1 hour  |
| Untitled Marlon Wayans-hosted multi-act special | ASA                | ASA     |
| Untitled Tracy Morgan special                   | ASA                | 1 hour  |

### Em desenvolvimento
| Título original                        | Gênero                                            |
| -------------------------------------- | ------------------------------------------------- |
| The Ancestor                           | Thriller psicológico                              |
| Batman Azteca: Choque De Imperios      | Animação de super-herói                           |
| Black Canary                           | Super heroi                                       |
| Black Choke                            | neo-noir                                          |
| Camp                                   | Comédia romântica                                 |
| Catching Out                           | Drama                                             |
| The Distance from Me to You            | Thriller romântico de sobrevivência na maioridade |
| Fashionably Black                      | Comédia                                           |
| The Gentleman's Guide to Vice & Virtue | Drama                                             |
| Good in Bed                            | Drama                                             |
| I'll Be the One                        | Drama                                             |
| In Five Years                          | Drama Romântico Ficção Científica                 |
| Lethal Finale                          | Buddy Cop comédia de ação                         |
| The Masters of Mini-Golf               | Comédia                                           |
| The Naughty One                        | comédia de ação                                   |
| Pretty Big                             | Drama biográfico                                  |
| Shell                                  | Horror satírico de ficção científica              |
| Sim of a Bitch                         | Comédia                                           |
| Throttle                               | Terror- thriller                                  |
| Under Siege                            | Thriller de açao                                  |
| Filme sem título do UFO                | Drama satírico de ficção científica               |
| We Were There, Too                     | Drama                                             |
| When Katie Met Cassidy                 | Comédia romântica                                 |
| The Wild                               | Filme de ação                                     |